# Let Mortal Heroes Sing Your Fame
Let Mortal Heroes Sing Your Fame è il quinto album della band symphonic black metal austriaca Summoning.

## Tracce
1. A New Power Is Rising – 4:08
2. South Away – 6:04
3. In Hollow Halls Beneath the Fells – 8:56
4. Our Foes Shall Fall – 7:01
5. The Mountain King's Return – 8:53
6. Runes of Power – 5:51
7. Ashen Cold – 6:16
8. Farewell – 9:19

## Formazione
- Protector (Richard Lederer) – chitarra, tastiere, voce nelle tracce 3, 4, 6 e 7, voce pulita nella tracce 8
- Silenius – tastiere, voce nelle tracce 2, 5, 8, voce pulita nella tracce 8